# Fatuma Roba
Fatuma Roba (ur. 18 grudnia 1973) – etiopska lekkoatletka, maratonka. Mistrzyni olimpijska z Atlanty.
Przed olimpijskim złotem nie miała większych sukcesów na arenie międzynarodowej, wywalczyła m.in. srebrny medal w drużynie podczas mistrzostw świata w biegach przełajowych (Antwerpia 1991) oraz brąz mistrzostw Afryki (bieg na 10 000 metrów, Durban 1993). W 1996 podczas igrzysk olimpijskich w Atlancie wyprzedziła drugą na mecie Rosjankę Jegorową o 2 minuty. W latach 1997–1999 triumfowała w maratonie bostońskim, w 2000 roku zaś zajęła 9. miejsce podczas maratonu rozgrywanego na igrzyskach olimpijskich w Sydney.

## Rekordy życiowe
- bieg maratoński – 2:23:21 (1998)